# Lubin Denis Godard
Lubin Denis Godard est un homme politique français né le 7 octobre 1756 à Dreux et mort le 22 novembre 1810 à Paris.

## Biographie
Juge à Dreux, il est élu député d'Eure-et-Loir au Conseil des Cinq-Cents le 24 germinal an VI. Il est nommé juge au tribunal d'appel d'Eure-et-Loir en 1800.

## Sources
- « Lubin Denis Godard », dans Adolphe Robert et Gaston Cougny, Dictionnaire des parlementaires français, Edgar Bourloton, 1889-1891 [détail de l’édition]